# Montags in der Sonne
Montags in der Sonne ist ein spanisch-italienisch-französisches Filmdrama von Regisseur Fernando León de Aranoa aus dem Jahr 2002.

## Handlung
Die Krise in der spanischen Schiffsindustrie macht auch vor der Werft in Vigo nicht Halt. Fünf arbeitslose Freunde treffen sich in einer Bar, um einen Weg aus ihrer Misere zu finden: Santa, das Großmaul, der zudem wegen Beschädigung eine Geldstrafe bezahlen soll; Lino, der verzweifelt die Personalbüros der Stadt abgrast; José, der Jüngste, dessen Frau Ana den Lebensunterhalt aufbringt; Amador, der ständig in der Bar seines Kollegen Rico ist. Auch einen russischen Ex-Kosmonauten hat es in die Stadt verschlagen. Sie alle kämpfen mit ihren alltäglichen Sorgen wie Behördengänge, Zerfall des Selbstwertgefühls und Schulden. Und trotz aller Probleme und Dramen bewältigen sie ihr Leben mit Humor und gegenseitiger Hilfe.

## Kritik
Das Lexikon des internationalen Films bezeichnete den Film als eine „[g]elungene Mischung aus tragischen und komischen Momenten, die sich als sarkastische Zustandsbeschreibung der spanischen Gesellschaft versteht“ und lobte „seine lakonische Situationskomik und die Menschlichkeit seiner Protagonisten, deren Selbstfindung am Rande der Wohlstandsgesellschaft man augenzwinkernd zur Kenntnis nimmt“.

## Auszeichnungen
Der Film erhielt zahlreiche Auszeichnungen. Unter anderem gewann er fünf Goyas bei den spanischen Filmfestspielen 2003 (darunter bester Film, beste Regie und bester Hauptdarsteller) und vier Preise bei den Filmfestspielen von San Sebastian 2002.